# Censo boliviano de 1992
El Censo de Población y Vivienda de Bolivia de 1992 (o más conocido también como Censo de 1992) fue un censo de población que se realizó en Bolivia el 3 de junio de 1992, día que fue declarado feriado a nivel nacional. Este censo fue realizado por el Instituto Nacional de Estadística de Bolivia (INE). Históricamente, este fue el noveno censo de población y el tercer censo de vivienda en toda la historia de Bolivia.

## Antecedentes

### Postergación del censo de 1986
El año 1976, fue el último Censo de Población y Vivienda que se había realizado en Bolivia, durante el gobierno del presidente Hugo Banzer Suárez y según las normas de la Organización de las Naciones Unidas (ONU), cada país del mundo debía realizar un conteo y control demográfico de su población mediante un censo, el cual se debe llevar a cabo su realización cada 10 años, mínimamente.[cita requerida]
Así, el noveno censo de Bolivia correspondía hacerse en el año 1986. Pero esta labor no fue ejecutada por el Gobierno de Bolivia de ese entonces, debido a la grave crisis económica e hiperinflación que el país vivía en ese año y el cual continuaría hasta el final de la década de 1980. A la vez, el gobierno boliviano se encontraba también en una situación muy crítica respecto a sus recursos económicos en cuanto al Tesoro General de la Nación y le era imposible poder financiar el costoso censo.[cita requerida]

### Censo de 1992

#### Antecedentes
Tuvieron que pasar seis largos años (desde 1986), para que recién en 1992 el país contara nuevamente con datos actualizados de su población después de 16 años del último censo de 1976.
El 17 de febrero de 1990, el gobierno boliviano emitió el Decreto Supremo 22434, en donde inicialmente decretaba la realización de un censo de población y vivienda para el año 1991. La realización del censo fue encargada al Ministerio de Planeamiento y Coordinación para que, mediante sus organismos dependientes como el Instituto Nacional de Estadística, Consejo Nacional de Población y otras entidades abocadas a la problemática poblacional, efectuaran un plan nacional para la realización del censo.
El 23 de julio de 1990, el gobierno boliviano encargó específicamente al Instituto Nacional de Estadística la programación, ejecución, procesamiento y publicación del censo nacional de 1991.

#### Postergaciones
El 19 de julio de 1991, el gobierno boliviano, mediante Decreto Supremo 22875, postergó la realización del censo para el 13 de mayo del año 1992.
El 4 de mayo de 1992, el gobierno boliviano volvió nuevamente a postergar el censo mediante Decreto Supremo 23126, para realizarse el 3 de junio de 1992. Cabe mencionar, que debido a los bajos recursos económicos del estado boliviano de aquella época (después de la grave crisis de la década de 1980), la realización del Censo Boliviano de 1992 se realizó gracias a la ayuda económica de Alemania mediante su cooperación.

## Resultados históricos

### Departamentales
| Puesto | Departamento | Población en 1992 | Población en 1976 | Crecimiento |               | Crecimiento porcentual |               |
| ------ | ------------ | ----------------- | ----------------- | ----------- | ------------- | ---------------------- | ------------- |
| 1      | La Paz       | 1 900 786         | 1 465 370         | 435 416     | Crecimiento   | 30,0%                  | Crecimiento   |
| 2      | Santa Cruz   | 1 364 389         | 710 724           | 653 665     | Crecimiento   | 92,0%                  | Crecimiento   |
| 3      | Cochabamba   | 1 110 205         | 720 831           | 389 374     | Crecimiento   | 54,0%                  | Crecimiento   |
| 4      | Potosí       | 645 889           | 657 533           | −11 644     | Decrecimiento | -1,8%                  | Decrecimiento |
| 5      | Chuquisaca   | 453 756           | 358 488           | 95 268      | Crecimiento   | 26,5%                  | Crecimiento   |
| 6      | Oruro        | 340 114           | 310 409           | 29 705      | Crecimiento   | 9,5%                   | Crecimiento   |
| 7      | Tarija       | 291 407           | 187 204           | 104 203     | Crecimiento   | 55,6%                  | Crecimiento   |
| 8      | Beni         | 276 174           | 168 367           | 107 807     | Crecimiento   | 64,0%                  | Crecimiento   |
| 9      | Pando        | 38 072            | 34 493            | 3579        | Crecimiento   | 10,3%                  | Crecimiento   |
|        | Bolivia      | 6 420 792         | 4 613 419         | 1 807 373   | Crecimiento   | 39,1%                  | Crecimiento   |

### Población por grupos de edad
| 0 a 4 años | Entre 1992 y 1988 | 947 372   | 14,80 |
| 5 a 9 años | Entre 1987 y 1983 | 884 908   | 13,83 |
| 10 a 14 años | Entre 1982 y 1978 | 815 928   | 12,75 |
| Población Adulta-Joven |                   |           |       |
| 15 a 19 años | Entre 1977 y 1973 | 664 034   | 10,38 |
| 20 a 24 años | Entre 1972 y 1968 | 549 902   | 8,59  |
| 25 a 29 años | Entre 1967 y 1963 | 469 664   | 7,34  |
| 30 a 34 años | Entre 1962 y 1958 | 419 169   | 6,55  |
| 35 a 39 años | Entre 1957 y 1953 | 365 026   | 5,70  |
| Población Adulta-Madura |                   |           |       |
| 40 a 44 años | Entre 1952 y 1948 | 297 172   | 4,64  |
| 45 a 49 años | Entre 1947 y 1943 | 247 794   | 3,87  |
| 50 a 54 años | Entre 1942 y 1938 | 184 368   | 2,88  |
| 55 a 59 años | Entre 1937 y 1933 | 138 493   | 2,16  |
| 60 a 64 años | Entre 1932 y 1928 | 143 173   | 2,24  |
| Población Adulta-Mayor |                   |           |       |
| 65 a 69 años | Entre 1927 y 1923 | 95 263    | 1,49  |
| 70 a 74 años | Entre 1922 y 1918 | 70 833    | 1,11  |
| 75 a 79 años | Entre 1917 y 1913 | 44 961    | 0,70  |
| Población Anciana |                   |           |       |
| 80 a 84 años | Entre 1912 y 1908 | 30 983    | 0,48  |
| 85 a 89 años | Entre 1907 y 1903 | 14 014    | 0,22  |
| 90 a 94 años | Entre 1902 y 1898 | 6 779     | 0,11  |
| 95 a 100 años | Entre 1897 y 1892 | 10 100    | 0,16  |
| Total | Entre 1992 y 1892 | 6 399 936 | 100 % |
| Nota: De los 6 420 792 habitantes, un 0,3 % de la población total (20 856 personas) se negaron a dar su edad durante el censo de 1992. |                   |           |       |
| Fuente: Instituto Nacional de Estadística de Bolivia                                                                                   |                   |           |       |

### Población de municipios
| Población de municipios de Bolivia para el año 1992 | Población de municipios de Bolivia para el año 1992 | Población de municipios de Bolivia para el año 1992 | Población de municipios de Bolivia para el año 1992 | Población de municipios de Bolivia para el año 1992 | Población de municipios de Bolivia para el año 1992 | Población de municipios de Bolivia para el año 1992 | Población de municipios de Bolivia para el año 1992 |
| Puesto                                              | Municipio                                           | Habitantes                                          | Departamento                                        | Puesto                                              | Municipio                                           | Habitantes                                          | Departamento                                        |
| --------------------------------------------------- | --------------------------------------------------- | --------------------------------------------------- | --------------------------------------------------- | --------------------------------------------------- | --------------------------------------------------- | --------------------------------------------------- | --------------------------------------------------- |
| 1°                                                  | La Paz                                              | 715 900                                             | La Paz                                              | 171°                                                | Porongo                                             | 8272                                                | Santa Cruz                                          |
| 2°                                                  | Santa Cruz de la Sierra                             | 609 584                                             | Santa Cruz                                          | 172°                                                | San Andrés                                          | 8271                                                | Beni                                                |
| 3°                                                  | Cochabamba                                          | 414 307                                             | Cochabamba                                          | 173°                                                | Caripuyo                                            | 8227                                                | Potosí                                              |
| 4°                                                  | El Alto                                             | 405 492                                             | La Paz                                              | 174°                                                | Icla                                                | 8068                                                | Chuquisaca                                          |
| 5°                                                  | Oruro                                               | 185 752                                             | Oruro                                               | 175°                                                | Pazña                                               | 8068                                                | Oruro                                               |
| 6°                                                  | Sucre                                               | 153                                                 | Chuquisaca                                          | 176°                                                | Teoponte                                            | 8061                                                | La Paz                                              |
| 7°                                                  | Potosí                                              | 123 381                                             | Potosí                                              | 177°                                                | San Javier                                          | 8039                                                | Santa Cruz                                          |
| 8°                                                  | Tarija                                              | 108 241                                             | Tarija                                              | 178°                                                | Huarina                                             | 7982                                                | La Paz                                              |
| 9°                                                  | Sacaba                                              | 69 610                                              | Cochabamba                                          | 179°                                                | Puerto Quijarro                                     | 7932                                                | Santa Cruz                                          |
| 10°                                                 | Quillacollo                                         | 69 027                                              | Cochabamba                                          | 180°                                                | Mojocoya                                            | 7890                                                | Chuquisaca                                          |
| 11°                                                 | Trinidad                                            | 60 953                                              | Beni                                                | 181°                                                | Presto                                              | 7874                                                | Chuquisaca                                          |
| 12°                                                 | Montero                                             | 58 569                                              | Santa Cruz                                          | 182°                                                | Arbieto                                             | 7816                                                | Cochabamba                                          |
| 13°                                                 | Riberalta                                           | 52 378                                              | Beni                                                | 183°                                                | Caraparí                                            | 7816                                                | Tarija                                              |
| 14°                                                 | Villa Tunari                                        | 48 477                                              | Cochabamba                                          | 184°                                                | Magdalena                                           | 7812                                                | Beni                                                |
| 15°                                                 | Yacuiba                                             | 47 228                                              | Tarija                                              | 185°                                                | Colcha K                                            | 7733                                                | Potosí                                              |
| 16°                                                 | Tupiza                                              | 40 092                                              | Potosí                                              | 186°                                                | Santiago de Huari                                   | 7712                                                | Oruro                                               |
| 17°                                                 | Llallagua                                           | 39 890                                              | Potosí                                              | 187°                                                | Yocalla                                             | 7640                                                | Potosí                                              |
| 18°                                                 | Achacachi                                           | 38 246                                              | La Paz                                              | 188°                                                | Puerto Pérez                                        | 7586                                                | La Paz                                              |
| 19°                                                 | Viacha                                              | 37 412                                              | La Paz                                              | 189°                                                | Tomina                                              | 7551                                                | Chuquisaca                                          |
| 20°                                                 | Caranavi                                            | 34 310                                              | La Paz                                              | 190°                                                | Cuatro Cañadas                                      | 7424                                                | Santa Cruz                                          |
| 21°                                                 | Guayaramerín                                        | 32 273                                              | Beni                                                | 191°                                                | Quime                                               | 7395                                                | La Paz                                              |
| 22°                                                 | Camiri                                              | 32 092                                              | Santa Cruz                                          | 192°                                                | Fernández Alonso                                    | 7343                                                | Santa Cruz                                          |
| 23°                                                 | Betanzos                                            | 31 862                                              | Potosí                                              | 193°                                                | Calacoto                                            | 7330                                                | La Paz                                              |
| 24°                                                 | San Lucas                                           | 31 808                                              | Chuquisaca                                          | 194°                                                | Okinawa Uno                                         | 7323                                                | Santa Cruz                                          |
| 25°                                                 | Villazón                                            | 31 737                                              | Potosí                                              | 195°                                                | Santa Rosa                                          | 7212                                                | Beni                                                |
| 26°                                                 | San Ignacio de Velasco                              | 31 594                                              | Santa Cruz                                          | 196°                                                | Santiago de Callapa                                 | 7184                                                | La Paz                                              |
| 27°                                                 | Warnes                                              | 30 962                                              | Santa Cruz                                          | 197°                                                | Zudáñez                                             | 7150                                                | Chuquisaca                                          |
| 28°                                                 | San Julián                                          | 28 564                                              | Santa Cruz                                          | 198°                                                | Bolívar                                             | 7081                                                | Cochabamba                                          |
| 29°                                                 | Independencia                                       | 28 548                                              | Cochabamba                                          | 199°                                                | Santiago de Huata                                   | 6921                                                | La Paz                                              |
| 30°                                                 | Bermejo                                             | 27 372                                              | Tarija                                              | 200°                                                | Reyes                                               | 6892                                                | Beni                                                |
| 31°                                                 | Punata                                              | 27 154                                              | Cochabamba                                          | 201°                                                | Tacacoma                                            | 6881                                                | La Paz                                              |
| 32°                                                 | Puna                                                | 25 778                                              | Potosí                                              | 202°                                                | Ichoca                                              | 6685                                                | La Paz                                              |
| 33°                                                 | Monteagudo                                          | 25 240                                              | Chuquisaca                                          | 203°                                                | Umala                                               | 6605                                                | La Paz                                              |
| 34°                                                 | Puerto Villarroel                                   | 24 720                                              | Cochabamba                                          | 204°                                                | Yaco                                                | 6420                                                | La Paz                                              |
| 35°                                                 | Cotagaita                                           | 24 494                                              | Potosí                                              | 205°                                                | Ayo Ayo                                             | 6407                                                | La Paz                                              |
| 36°                                                 | San Borja                                           | 24 251                                              | Beni                                                | 206°                                                | Toco                                                | 6380                                                | Cochabamba                                          |
| 37°                                                 | Colquechaca                                         | 23 650                                              | Potosí                                              | 207°                                                | Mairana                                             | 6340                                                | Santa Cruz                                          |
| 38°                                                 | El Torno                                            | 23 320                                              | Santa Cruz                                          | 208°                                                | Santiváñez                                          | 6332                                                | Cochabamba                                          |
| 39°                                                 | Tiraque                                             | 22 893                                              | Cochabamba                                          | 209°                                                | Corque                                              | 6184                                                | Oruro                                               |
| 40°                                                 | Pucarani                                            | 22 799                                              | La Paz                                              | 210°                                                | Humanata                                            | 6179                                                | La Paz                                              |
| 41°                                                 | La Guardia                                          | 22 250                                              | Santa Cruz                                          | 211°                                                | Pojo                                                | 6178                                                | Cochabamba                                          |
| 42°                                                 | Colcapirhua                                         | 22 219                                              | Cochabamba                                          | 212°                                                | Sopachuy                                            | 6121                                                | Chuquisaca                                          |
| 43°                                                 | San Pedro                                           | 22 005                                              | Potosí                                              | 213°                                                | Escoma                                              | 5954                                                | La Paz                                              |
| 44°                                                 | Cotoca                                              | 21 252                                              | Santa Cruz                                          | 214°                                                | Villa Rivero                                        | 5949                                                | Cochabamba                                          |
| 45°                                                 | Santa Ana de Yacuma                                 | 21 101                                              | Beni                                                | 215°                                                | Poopó                                               | 5886                                                | Oruro                                               |
| 46°                                                 | Challapata                                          | 20 882                                              | Oruro                                               | 216°                                                | Colquencha                                          | 5850                                                | La Paz                                              |
| 47°                                                 | Aiquile                                             | 20 795                                              | Cochabamba                                          | 217°                                                | Acasio                                              | 5817                                                | Potosí                                              |
| 48°                                                 | Vinto                                               | 20 573                                              | Cochabamba                                          | 218°                                                | Guaqui                                              | 5810                                                | La Paz                                              |
| 49°                                                 | Yapacaní                                            | 20 353                                              | Santa Cruz                                          | 219°                                                | Salinas de Garci Mendoza                            | 5761                                                | Oruro                                               |
| 50°                                                 | Mizque                                              | 20 176                                              | Cochabamba                                          | 220°                                                | Pampa Grande                                        | 5761                                                | Santa Cruz                                          |
| 51°                                                 | Sipe Sipe                                           | 20 007                                              | Cochabamba                                          | 221°                                                | Porco                                               | 5737                                                | Potosí                                              |
| 52°                                                 | Huanuni                                             | 19 674                                              | Oruro                                               | 222°                                                | Chuquihuta                                          | 5660                                                | Potosí                                              |
| 53°                                                 | Uyuni                                               | 19 639                                              | Potosí                                              | 223°                                                | Macharetí                                           | 5654                                                | Chuquisaca                                          |
| 54°                                                 | Tarabuco                                            | 19 607                                              | Chuquisaca                                          | 224°                                                | Toledo                                              | 5569                                                | Oruro                                               |
| 55°                                                 | Sica Sica                                           | 19 582                                              | La Paz                                              | 225°                                                | San Pedro de Tiquina                                | 5490                                                | La Paz                                              |
| 56°                                                 | Villamontes                                         | 19 568                                              | Tarija                                              | 226°                                                | San Pedro de Curahuara                              | 5447                                                | La Paz                                              |
| 57°                                                 | Tapacarí                                            | 19 202                                              | Cochabamba                                          | 227°                                                | San Juan                                            | 5413                                                | Santa Cruz                                          |
| 58°                                                 | Uncía                                               | 19 094                                              | Potosí                                              | 228°                                                | San Andrés de Machaca                               | 5384                                                | La Paz                                              |
| 59°                                                 | Culpina                                             | 18 793                                              | Chuquisaca                                          | 229°                                                | Machacamarca                                        | 5218                                                | Oruro                                               |
| 60°                                                 | Charagua                                            | 18 769                                              | Santa Cruz                                          | 230°                                                | Ayata                                               | 5140                                                | La Paz                                              |
| 61°                                                 | Portachuelo                                         | 18 606                                              | Santa Cruz                                          | 231°                                                | Baures                                              | 5133                                                | Beni                                                |
| 62°                                                 | San Lorenzo                                         | 18 568                                              | Tarija                                              | 232°                                                | San Antonio de Lomerío                              | 5098                                                | Santa Cruz                                          |
| 63°                                                 | Ravelo                                              | 18 131                                              | Potosí                                              | 233°                                                | Eucaliptus                                          | 5045                                                | Oruro                                               |
| 64°                                                 | Entre Ríos                                          | 17 763                                              | Tarija                                              | 234°                                                | Papel Pampa                                         | 5039                                                | La Paz                                              |
| 65°                                                 | San Ignacio de Moxos                                | 17 602                                              | Beni                                                | 235°                                                | Yunchará                                            | 5036                                                | Tarija                                              |
| 66°                                                 | Mineros                                             | 17 593                                              | Santa Cruz                                          | 236°                                                | El Puente                                           | 5034                                                | Santa Cruz                                          |
| 67°                                                 | Cliza                                               | 17 509                                              | Cochabamba                                          | 237°                                                | El Villar                                           | 5025                                                | Chuquisaca                                          |
| 68°                                                 | Padcaya                                             | 17 341                                              | Tarija                                              | 238°                                                | Omereque                                            | 4951                                                | Cochabamba                                          |
| 69°                                                 | Batallas                                            | 17 147                                              | La Paz                                              | 239°                                                | Huayllamarca                                        | 4900                                                | Oruro                                               |
| 70°                                                 | Colquiri                                            | 17 052                                              | La Paz                                              | 240°                                                | San Ramón                                           | 4803                                                | Beni                                                |
| 71°                                                 | Pocoata                                             | 16 993                                              | Potosí                                              | 241°                                                | Pelechuco                                           | 4742                                                | La Paz                                              |
| 72°                                                 | Ckochas                                             | 16 882                                              | Potosí                                              | 242°                                                | Urubichá                                            | 4731                                                | Santa Cruz                                          |
| 73°                                                 | Cabezas                                             | 16 808                                              | Santa Cruz                                          | 243°                                                | Pasorapa                                            | 4612                                                | Cochabamba                                          |
| 74°                                                 | Vallegrande                                         | 16 621                                              | Santa Cruz                                          | 244°                                                | San Buenaventura                                    | 4608                                                | La Paz                                              |
| 75°                                                 | Morochata                                           | 16 394                                              | Cochabamba                                          | 245°                                                | Chua Cocani                                         | 4340                                                | La Paz                                              |
| 76°                                                 | Capinota                                            | 15 721                                              | Cochabamba                                          | 246°                                                | Desaguadero                                         | 4337                                                | La Paz                                              |
| 77°                                                 | Sorata                                              | 15 630                                              | La Paz                                              | 247°                                                | Lagunillas                                          | 4250                                                | Santa Cruz                                          |
| 78°                                                 | Patacamaya                                          | 15 546                                              | La Paz                                              | 248°                                                | Arampampa                                           | 4228                                                | Potosí                                              |
| 79°                                                 | Sacaca                                              | 15 285                                              | Potosí                                              | 249°                                                | Saipina                                             | 4228                                                | Santa Cruz                                          |
| 80°                                                 | Roboré                                              | 15 246                                              | Santa Cruz                                          | 250°                                                | Comanche                                            | 4196                                                | La Paz                                              |
| 81°                                                 | Inquisivi                                           | 15 195                                              | La Paz                                              | 251°                                                | San Joaquín                                         | 4195                                                | Beni                                                |
| 82°                                                 | Caracollo                                           | 14 849                                              | Oruro                                               | 252°                                                | Vila Vila                                           | 4170                                                | Cochabamba                                          |
| 83°                                                 | Puerto Acosta                                       | 14 832                                              | La Paz                                              | 253°                                                | Curahuara de Carangas                               | 4092                                                | Oruro                                               |
| 84°                                                 | Laja                                                | 14 653                                              | La Paz                                              | 254°                                                | Aucapata                                            | 4075                                                | La Paz                                              |
| 85°                                                 | Tinguipaya                                          | 14 569                                              | Potosí                                              | 255°                                                | Yanacachi                                           | 4059                                                | Oruro                                               |
| 86°                                                 | Ocurí                                               | 14 354                                              | Potosí                                              | 256°                                                | San Pedro de Totora                                 | 4040                                                | Oruro                                               |
| 87°                                                 | San José                                            | 14 318                                              | Santa Cruz                                          | 257°                                                | Exaltación                                          | 3967                                                | Beni                                                |
| 88°                                                 | Totora                                              | 13 995                                              | Cochabamba                                          | 258°                                                | Moro Moro                                           | 3863                                                | Santa Cruz                                          |
| 89°                                                 | Puerto Suárez                                       | 13 765                                              | Santa Cruz                                          | 259°                                                | Turco                                               | 3799                                                | Oruro                                               |
| 90°                                                 | Vitichi                                             | 13 756                                              | Potosí                                              | 260°                                                | Sacabamba                                           | 3778                                                | Cochabamba                                          |
| 91°                                                 | Camargo                                             | 13 749                                              | Chuquisaca                                          | 261°                                                | Boyuibe                                             | 3741                                                | Santa Cruz                                          |
| 92°                                                 | Tipuani                                             | 13 708                                              | La Paz                                              | 262°                                                | Santiago de Machaca                                 | 3735                                                | La Paz                                              |
| 93°                                                 | Poroma                                              | 13 659                                              | Chuquisaca                                          | 263°                                                | El Carmen Rivero Tórrez                             | 3729                                                | Santa Cruz                                          |
| 94°                                                 | Ancoraimes                                          | 13 653                                              | La Paz                                              | 264°                                                | Loreto                                              | 3679                                                | Beni                                                |
| 95°                                                 | Colomi                                              | 13 640                                              | Cochabamba                                          | 265°                                                | Villa Alcalá                                        | 3660                                                | Chuquisaca                                          |
| 96°                                                 | Copacabana                                          | 13 573                                              | La Paz                                              | 266°                                                | Puerto Rico                                         | 3640                                                | Pando                                               |
| 97°                                                 | Moco Moco                                           | 13 516                                              | La Paz                                              | 267°                                                | Ixiamas                                             | 3618                                                | La Paz                                              |
| 98°                                                 | Tiquipaya                                           | 13 371                                              | Cochabamba                                          | 268°                                                | Tolata                                              | 3616                                                | Cochabamba                                          |
| 99°                                                 | Arani                                               | 13 159                                              | Cochabamba                                          | 269°                                                | Alalay                                              | 3613                                                | Cochabamba                                          |
| 100°                                                | Achocalla                                           | 13 105                                              | La Paz                                              | 270°                                                | Taraco                                              | 3588                                                | La Paz                                              |
| 101°                                                | Padilla                                             | 13 086                                              | Chuquisaca                                          | 271°                                                | Antequera                                           | 3483                                                | Oruro                                               |
| 102°                                                | Carabuco                                            | 13 006                                              | La Paz                                              | 272°                                                | Huacaraje                                           | 3355                                                | Beni                                                |
| 103°                                                | Pailón                                              | 12 955                                              | Santa Cruz                                          | 273°                                                | Las Carreras                                        | 3336                                                | Chuquisaca                                          |
| 104°                                                | San Carlos                                          | 12 934                                              | Santa Cruz                                          | 274°                                                | Villa Abecia                                        | 3160                                                | Chuquisaca                                          |
| 105°                                                | Chayanta                                            | 12 922                                              | Potosí                                              | 275°                                                | Cuevo                                               | 3135                                                | Santa Cruz                                          |
| 106°                                                | Apolo                                               | 12 877                                              | La Paz                                              | 276°                                                | Llica                                               | 3133                                                | Potosí                                              |
| 107°                                                | Pocona                                              | 12 799                                              | Cochabamba                                          | 277°                                                | Porvenir                                            | 3109                                                | Pando                                               |
| 108°                                                | Tarvita                                             | 12 674                                              | Chuquisaca                                          | 278°                                                | San Lorenzo                                         | 3067                                                | Pando                                               |
| 109°                                                | Palos Blancos                                       | 12 643                                              | La Paz                                              | 279°                                                | Andamarca                                           | 3005                                                | Oruro                                               |
| 110°                                                | Villa Serrano                                       | 12 617                                              | Chuquisaca                                          | 280°                                                | San Rafael                                          | 2906                                                | Santa Cruz                                          |
| 111°                                                | Palca                                               | 12 360                                              | La Paz                                              | 281°                                                | El Choro                                            | 2881                                                | Oruro                                               |
| 112°                                                | Atocha                                              | 12 216                                              | Potosí                                              | 282°                                                | Puerto Gonzalo Moreno                               | 2837                                                | Pando                                               |
| 113°                                                | La Asunta                                           | 12 198                                              | La Paz                                              | 283°                                                | Bella Flor                                          | 2834                                                | Pando                                               |
| 114°                                                | San Benito                                          | 12 156                                              | Cochabamba                                          | 284°                                                | Pucará                                              | 2571                                                | Santa Cruz                                          |
| 115°                                                | Tomave                                              | 12 008                                              | Potosí                                              | 285°                                                | Combaya                                             | 2569                                                | La Paz                                              |
| 116°                                                | Jesús de Machaca                                    | 11 965                                              | La Paz                                              | 286°                                                | Huatajata                                           | 2561                                                | La Paz                                              |
| 117°                                                | Irupana                                             | 11 929                                              | La Paz                                              | 287°                                                | Charaña                                             | 2473                                                | La Paz                                              |
| 118°                                                | Comarapa                                            | 11 846                                              | Santa Cruz                                          | 288°                                                | San Pablo de Lípez                                  | 2412                                                | Potosí                                              |
| 119°                                                | Tacobamba                                           | 11 727                                              | Potosí                                              | 289°                                                | Sicaya                                              | 2391                                                | Cochabamba                                          |
| 120°                                                | Yamparáez                                           | 11 656                                              | Chuquisaca                                          | 290°                                                | Filadelfia                                          | 2373                                                | Pando                                               |
| 121°                                                | Entre Ríos                                          | 11 650                                              | Cochabamba                                          | 291°                                                | Licoma                                              | 2337                                                | La Paz                                              |
| 122°                                                | General Saavedra                                    | 11 639                                              | Santa Cruz                                          | 292°                                                | Malla                                               | 2274                                                | La Paz                                              |
| 123°                                                | Villa Charcas                                       | 11 472                                              | Chuquisaca                                          | 293°                                                | Quillacas                                           | 2265                                                | Oruro                                               |
| 124°                                                | Cobija                                              | 11 375                                              | Pando                                               | 294°                                                | Quiabaya                                            | 2212                                                | La Paz                                              |
| 125°                                                | El Puente                                           | 11 300                                              | Tarija                                              | 295°                                                | El Sena                                             | 2193                                                | Pando                                               |
| 126°                                                | Uriondo                                             | 11 174                                              | Tarija                                              | 296°                                                | San Javier                                          | 2175                                                | Beni                                                |
| 127°                                                | Ascensión de Guarayos                               | 11 137                                              | Santa Cruz                                          | 297°                                                | San Ramón                                           | 2173                                                | Santa Cruz                                          |
| 128°                                                | Chulumani                                           | 11 101                                              | La Paz                                              | 298°                                                | Sabaya                                              | 2074                                                | Oruro                                               |
| 129°                                                | Azurduy                                             | 10 818                                              | Chuquisaca                                          | 299°                                                | Collana                                             | 2024                                                | La Paz                                              |
| 130°                                                | Buena Vista                                         | 10 784                                              | Santa Cruz                                          | 300°                                                | Huacaya                                             | 1986                                                | Chuquisaca                                          |
| 131°                                                | San Matías                                          | 10 695                                              | Santa Cruz                                          | 301°                                                | Postrervalle                                        | 1846                                                | Santa Cruz                                          |
| 132°                                                | Coro Coro                                           | 10 490                                              | La Paz                                              | 302°                                                | El Trigal                                           | 1843                                                | Santa Cruz                                          |
| 133°                                                | Coripata                                            | 10 276                                              | La Paz                                              | 303°                                                | Colpa Bélgica                                       | 1753                                                | Santa Cruz                                          |
| 134°                                                | Paria                                               | 10 273                                              | Oruro                                               | 304°                                                | Choquecota                                          | 1746                                                | Oruro                                               |
| 135°                                                | Guanay                                              | 10 230                                              | La Paz                                              | 305°                                                | Cuchumuela                                          | 1721                                                | Cochabamba                                          |
| 136°                                                | Caquiaviri                                          | 10 207                                              | La Paz                                              | 306°                                                | Pampa Aullagas                                      | 1602                                                | Oruro                                               |
| 137°                                                | Vacas                                               | 10 172                                              | Cochabamba                                          | 307°                                                | Curva                                               | 1589                                                | La Paz                                              |
| 138°                                                | Coroico                                             | 10 157                                              | La Paz                                              | 308°                                                | Santa Rosa                                          | 1575                                                | Pando                                               |
| 139°                                                | Huacareta                                           | 10 015                                              | Chuquisaca                                          | 309°                                                | Urmiri                                              | 1521                                                | Potosí                                              |
| 140°                                                | Caiza D                                             | 9875                                                | Potosí                                              | 310°                                                | Quirusillas                                         | 1507                                                | Santa Cruz                                          |
| 141°                                                | Gutiérrez                                           | 9833                                                | Santa Cruz                                          | 311°                                                | Tahua                                               | 1497                                                | Potosí                                              |
| 142°                                                | Anzaldo                                             | 9717                                                | Cochabamba                                          | 312°                                                | Tito Yupanqui                                       | 1491                                                | La Paz                                              |
| 143°                                                | Calamarca                                           | 9716                                                | La Paz                                              | 313°                                                | San Pedro                                           | 1347                                                | Pando                                               |
| 144°                                                | Concepción                                          | 9710                                                | Santa Cruz                                          | 314°                                                | Waldo Ballivián                                     | 1336                                                | La Paz                                              |
| 145°                                                | Cocapata                                            | 9655                                                | Cochabamba                                          | 315°                                                | San Agustín                                         | 1313                                                | Potosí                                              |
| 146°                                                | Cairoma                                             | 9653                                                | La Paz                                              | 316°                                                | Chacarilla                                          | 1199                                                | La Paz                                              |
| 147°                                                | Muyupampa                                           | 9611                                                | Chuquisaca                                          | 317°                                                | Bolpebra                                            | 1129                                                | Pando                                               |
| 148°                                                | Mecapaca                                            | 9566                                                | La Paz                                              | 318°                                                | San Antonio de Esmoruco                             | 1109                                                | Potosí                                              |
| 149°                                                | Tiahuanaco                                          | 9563                                                | La Paz                                              | 319°                                                | Chipaya                                             | 1087                                                | Oruro                                               |
| 150°                                                | San Pedro                                           | 9516                                                | Santa Cruz                                          | 320°                                                | Ingavi                                              | 1077                                                | Pando                                               |
| 151°                                                | Yotala                                              | 9486                                                | Chuquisaca                                          | 321°                                                | Puerto Siles                                        | 1057                                                | Beni                                                |
| 152°                                                | Mapiri                                              | 9471                                                | La Paz                                              | 322°                                                | Andamarca                                           | 1023                                                | Oruro                                               |
| 153°                                                | Tacopaya                                            | 9271                                                | Cochabamba                                          | 323°                                                | Huachacalla                                         | 983                                                 | Oruro                                               |
| 154°                                                | Santa Rosa del Sara                                 | 9248                                                | Santa Cruz                                          | 324°                                                | Catacora                                            | 842                                                 | La Paz                                              |
| 155°                                                | Toro Toro                                           | 9228                                                | Potosí                                              | 325°                                                | Villa Nueva                                         | 809                                                 | Pando                                               |
| 156°                                                | Luribay                                             | 9144                                                | La Paz                                              | 326°                                                | Mojinete                                            | 637                                                 | Potosí                                              |
| 157°                                                | Samaipata                                           | 9142                                                | Santa Cruz                                          | 327°                                                | San Pedro de Quemes                                 | 587                                                 | Potosí                                              |
| 158°                                                | Chaquí                                              | 9070                                                | Potosí                                              | 328°                                                | Nueva Esperanza                                     | 472                                                 | Pando                                               |
| 159°                                                | Rurrenabaque                                        | 9065                                                | Beni                                                | 329°                                                | Escara                                              | 446                                                 | Oruro                                               |
| 160°                                                | Arque                                               | 8978                                                | Cochabamba                                          | 330°                                                | Tacachi                                             | 422                                                 | Cochabamba                                          |
| 161°                                                | Incahuasi                                           | 8837                                                | Chuquisaca                                          | 331°                                                | Coipasa                                             | 406                                                 | Oruro                                               |
| 162°                                                | Alto Beni                                           | 8783                                                | La Paz                                              | 332°                                                | Esmeralda                                           | 376                                                 | Oruro                                               |
| 163°                                                | Cajuata                                             | 8681                                                | La Paz                                              | 333°                                                | Todos Santos                                        | 366                                                 | Oruro                                               |
| 164°                                                | Chuma                                               | 8605                                                | La Paz                                              | 334°                                                | Santos Mercado                                      | 235                                                 | Pando                                               |
| 165°                                                | Chimoré                                             | 8472                                                | Cochabamba                                          | 335°                                                | La Rivera                                           | 221                                                 | Oruro                                               |
| 166°                                                | San Miguel de Velasco                               | 8429                                                | Santa Cruz                                          | 336°                                                | Cruz de Machacamerca                                | 190                                                 | Oruro                                               |
| 167°                                                | Shinahota                                           | 8422                                                | Cochabamba                                          | 337°                                                | Carangas                                            | 164                                                 | Oruro                                               |
| 168°                                                | Charazani                                           | 8406                                                | La Paz                                              | 338°                                                | Nazacara de Pacajes                                 | 135                                                 | La Paz                                              |
| 169°                                                | Tarata                                              | 8406                                                | Cochabamba                                          | 339°                                                | Yunguyo del Litoral                                 | 92                                                  | Oruro                                               |
| 170°                                                | Sapahaqui                                           | 8318                                                | La Paz                                              |                                                     |                                                     |                                                     |                                                     |

### Población de las principales ciudades
Un solo municipio puede llegar a tener hasta tres centros urbanos que sobrepasen los 2000 habitantes.
| Principales ciudades de Bolivia para el año 1992 | Principales ciudades de Bolivia para el año 1992 | Principales ciudades de Bolivia para el año 1992 | Principales ciudades de Bolivia para el año 1992 | Principales ciudades de Bolivia para el año 1992 | Principales ciudades de Bolivia para el año 1992 | Principales ciudades de Bolivia para el año 1992 | Principales ciudades de Bolivia para el año 1992 | Principales ciudades de Bolivia para el año 1992 | Principales ciudades de Bolivia para el año 1992 |
| Puesto                                           | Ciudad                                           | Habitantes                                       | Calificación                                     | Departamento                                     | Puesto                                           | Ciudad                                           | Habitantes                                       | Calificación                                     | Departamento                                     |
| ------------------------------------------------ | ------------------------------------------------ | ------------------------------------------------ | ------------------------------------------------ | ------------------------------------------------ | ------------------------------------------------ | ------------------------------------------------ | ------------------------------------------------ | ------------------------------------------------ | ------------------------------------------------ |
| 1°                                               | La Paz                                           | 713 378                                          | Ciudad Grande                                    | La Paz                                           | 59°                                              | Reyes                                            | 4199                                             | Ciudad Pequeña                                   | Beni                                             |
| 2°                                               | Santa Cruz de la Sierra                          | 697 278                                          | Ciudad Grande                                    | Santa Cruz                                       | 60°                                              | Santa Fe de Yapacaní                             | 4029                                             | Ciudad Pequeña                                   | Santa Cruz                                       |
| 3°                                               | El Alto                                          | 405 492                                          | Ciudad Grande                                    | La Paz                                           | 61°                                              | Capinota                                         | 3955                                             | Ciudad Pequeña                                   | Cochabamba                                       |
| 4°                                               | Cochabamba                                       | 397 171                                          | Ciudad Grande                                    | Cochabamba                                       | 62°                                              | Guanay                                           | 3886                                             | Ciudad Pequeña                                   | La Paz                                           |
| 5°                                               | Oruro                                            | 183 422                                          | Ciudad Grande                                    | Oruro                                            | 63°                                              | Colomi                                           | 3863                                             | Ciudad Pequeña                                   | Cochabamba                                       |
| 6°                                               | Sucre                                            | 131 769                                          | Ciudad Grande                                    | Chuquisaca                                       | 64°                                              | San Matías                                       | 3849                                             | Ciudad Pequeña                                   | Santa Cruz                                       |
| 7°                                               | Potosí                                           | 112 078                                          | Ciudad Grande                                    | Potosí                                           | 65°                                              | Caracollo                                        | 3837                                             | Ciudad Pequeña                                   | Oruro                                            |
| 8°                                               | Tarija                                           | 90 113                                           | Ciudad Intermedia                                | Tarija                                           | 66°                                              | Camargo                                          | 3789                                             | Ciudad Pequeña                                   | Chuquisaca                                       |
| 9°                                               | Quillacollo                                      | 70 965                                           | Ciudad Intermedia                                | Cochabamba                                       | 67°                                              | Pailón                                           | 3741                                             | Ciudad Pequeña                                   | Santa Cruz                                       |
| 10°                                              | Trinidad                                         | 57 328                                           | Ciudad Intermedia                                | Beni                                             | 68°                                              | San Joaquín                                      | 3489                                             | Ciudad Pequeña                                   | Beni                                             |
| 11°                                              | Montero                                          | 57 027                                           | Ciudad Intermedia                                | Santa Cruz                                       | 69°                                              | San Miguel de Velasco                            | 3447                                             | Ciudad Pequeña                                   | Santa Cruz                                       |
| 12°                                              | Riberalta                                        | 43 454                                           | Ciudad Intermedia                                | Beni                                             | 70°                                              | San Ramón                                        | 3427                                             | Ciudad Pequeña                                   | Beni                                             |
| 13°                                              | Sacaba                                           | 36 905                                           | Ciudad Intermedia                                | Cochabamba                                       | 71°                                              | Copacabana                                       | 3379                                             | Ciudad Pequeña                                   | La Paz                                           |
| 14°                                              | Yacuiba                                          | 34 505                                           | Ciudad Intermedia                                | Tarija                                           | 72°                                              | Ivirgarzama                                      | 3250                                             | Ciudad Pequeña                                   | Cochabamba                                       |
| 15°                                              | Camiri                                           | 27 971                                           | Ciudad Intermedia                                | Santa Cruz                                       | 73°                                              | Concepción                                       | 3228                                             | Ciudad Pequeña                                   | Santa Cruz                                       |
| 16°                                              | Guayaramerín                                     | 27 706                                           | Ciudad Intermedia                                | Beni                                             | 74°                                              | San Carlos                                       | 3223                                             | Ciudad Pequeña                                   | Santa Cruz                                       |
| 17°                                              | Villazón                                         | 23 670                                           | Ciudad Intermedia                                | Potosí                                           | 75°                                              | Comarapa                                         | 3221                                             | Ciudad Pequeña                                   | Santa Cruz                                       |
| 18°                                              | Llallagua                                        | 23 305                                           | Ciudad Intermedia                                | Potosí                                           | 76°                                              | Fernández Alonso                                 | 3196                                             | Ciudad Pequeña                                   | Santa Cruz                                       |
| 19°                                              | Bermejo                                          | 21 394                                           | Ciudad Intermedia                                | Tarija                                           | 77°                                              | San Javier                                       | 3166                                             | Ciudad Pequeña                                   | Santa Cruz                                       |
| 20°                                              | Tupiza                                           | 20 137                                           | Ciudad Intermedia                                | Potosí                                           | 78°                                              | Santa Rosa de Yacuma                             | 3150                                             | Ciudad Pequeña                                   | Beni                                             |
| 21°                                              | Viacha                                           | 19 036                                           | Ciudad Intermedia                                | La Paz                                           | 79°                                              | Shinahota                                        | 3149                                             | Ciudad Pequeña                                   | Cochabamba                                       |
| 22°                                              | Santa Ana del Yacuma                             | 14 788                                           | Ciudad Intermedia                                | Beni                                             | 80°                                              | Santa Rosa del Sara                              | 3125                                             | Ciudad Pequeña                                   | Santa Cruz                                       |
| 23°                                              | Huanuni                                          | 14 083                                           | Ciudad Intermedia                                | Oruro                                            | 81°                                              | Eucaliptus                                       | 3108                                             | Ciudad Pequeña                                   | Oruro                                            |
| 24°                                              | Punata                                           | 12 758                                           | Ciudad Intermedia                                | Cochabamba                                       | 82°                                              | Mairana                                          | 3060                                             | Ciudad Pequeña                                   | Santa Cruz                                       |
| 25°                                              | San Ignacio de Velasco                           | 12 565                                           | Ciudad Intermedia                                | Santa Cruz                                       | 83°                                              | Tiquipaya                                        | 3037                                             | Ciudad Pequeña                                   | Cochabamba                                       |
| 26°                                              | Uyuni                                            | 11 372                                           | Ciudad Intermedia                                | Potosí                                           | 84°                                              | Arani                                            | 3009                                             | Ciudad Pequeña                                   | Cochabamba                                       |
| 27°                                              | Mineros                                          | 11 181                                           | Ciudad Intermedia                                | Santa Cruz                                       | 85°                                              | Machacamarca                                     | 2956                                             | Ciudad Pequeña                                   | Oruro                                            |
| 28°                                              | Villamontes                                      | 11 086                                           | Ciudad Intermedia                                | Tarija                                           | 86°                                              | Poopó                                            | 2953                                             | Ciudad Pequeña                                   | Oruro                                            |
| 29°                                              | San Borja                                        | 11 072                                           | Ciudad Intermedia                                | Beni                                             | 87°                                              | General Saavedra                                 | 2918                                             | Ciudad Pequeña                                   | Santa Cruz                                       |
| 30°                                              | Warnes                                           | 10 866                                           | Ciudad Intermedia                                | Santa Cruz                                       | 88°                                              | Buena Vista                                      | 2873                                             | Ciudad Pequeña                                   | Santa Cruz                                       |
| 31°                                              | Roboré                                           | 10 360                                           | Ciudad Intermedia                                | Santa Cruz                                       | 89°                                              | Betanzos                                         | 2866                                             | Ciudad Pequeña                                   | Potosí                                           |
| 32°                                              | Cobija                                           | 10 360                                           | Ciudad Intermedia                                | Pando                                            | 90°                                              | Tarata                                           | 2826                                             | Ciudad Pequeña                                   | Cochabamba                                       |
| 33°                                              | Puerto Suárez                                    | 9863                                             | Ciudad Pequeña                                   | Santa Cruz                                       | 91°                                              | Atocha                                           | 2739                                             | Ciudad Pequeña                                   | Potosí                                           |
| 34°                                              | Vinto                                            | 9493                                             | Ciudad Pequeña                                   | Cochabamba                                       | 92°                                              | Samaipata                                        | 2735                                             | Ciudad Pequeña                                   | Santa Cruz                                       |
| 35°                                              | Portachuelo                                      | 9453                                             | Ciudad Pequeña                                   | Santa Cruz                                       | 93°                                              | Quime                                            | 2718                                             | Ciudad Pequeña                                   | La Paz                                           |
| 36°                                              | Cotoca                                           | 9229                                             | Ciudad Pequeña                                   | Santa Cruz                                       | 94°                                              | Santiago de Huari                                | 2605                                             | Ciudad Pequeña                                   | Oruro                                            |
| 37°                                              | Yapacaní                                         | 8585                                             | Ciudad Pequeña                                   | Santa Cruz                                       | 95°                                              | Okinawa Uno                                      | 2586                                             | Ciudad Pequeña                                   | Santa Cruz                                       |
| 38°                                              | San José de Chiquitos                            | 8483                                             | Ciudad Pequeña                                   | Santa Cruz                                       | 96°                                              | Urubichá                                         | 2586                                             | Ciudad Pequeña                                   | Santa Cruz                                       |
| 39°                                              | Ascensión de Guarayos                            | 8350                                             | Ciudad Pequeña                                   | Santa Cruz                                       | 97°                                              | Lahuachaca                                       | 2562                                             | Ciudad Pequeña                                   | La Paz                                           |
| 40°                                              | siglo XX                                         | 8169                                             | Ciudad Pequeña                                   | Potosí                                           | 98°                                              | Santa Bárbara                                    | 2536                                             | Ciudad Pequeña                                   | Potosí                                           |
| 41°                                              | Uncía                                            | 7729                                             | Ciudad Pequeña                                   | Potosí                                           | 99°                                              | Boyuibe                                          | 2496                                             | Ciudad Pequeña                                   | Santa Cruz                                       |
| 42°                                              | Caranavi                                         | 7533                                             | Ciudad Pequeña                                   | La Paz                                           | 100°                                             | Charagua                                         | 2486                                             | Ciudad Pequeña                                   | Santa Cruz                                       |
| 43°                                              | Challapata                                       | 6661                                             | Ciudad Pequeña                                   | Oruro                                            | 101°                                             | Tarabuco                                         | 2417                                             | Ciudad Pequeña                                   | Chuquisaca                                       |
| 44°                                              | Vallegrande                                      | 6341                                             | Ciudad Pequeña                                   | Santa Cruz                                       | 102°                                             | San Pedro                                        | 2416                                             | Ciudad Pequeña                                   | Santa Cruz                                       |
| 45°                                              | El Torno                                         | 6332                                             | Ciudad Pequeña                                   | Santa Cruz                                       | 103°                                             | Mapiri                                           | 2388                                             | Ciudad Pequeña                                   | La Paz                                           |
| 46°                                              | Puerto Quijarro                                  | 6324                                             | Ciudad Pequeña                                   | Santa Cruz                                       | 104°                                             | San Juan de Yapacaní                             | 2344                                             | Ciudad Pequeña                                   | Santa Cruz                                       |
| 47°                                              | Patacamaya                                       | 5950                                             | Ciudad Pequeña                                   | La Paz                                           | 105°                                             | San Lorenzo                                      | 2340                                             | Ciudad Pequeña                                   | Tarija                                           |
| 48°                                              | Achocalla                                        | 5602                                             | Ciudad Pequeña                                   | La Paz                                           | 106°                                             | El Carmen Rivero Tórrez                          | 2330                                             | Ciudad Pequeña                                   | Santa Cruz                                       |
| 49°                                              | Achacachi                                        | 5602                                             | Ciudad Pequeña                                   | La Paz                                           | 107°                                             | San Ramón                                        | 2270                                             | Ciudad Pequeña                                   | Santa Cruz                                       |
| 50°                                              | Aiquile                                          | 5525                                             | Ciudad Pequeña                                   | Cochabamba                                       | 108°                                             | Padilla                                          | 2244                                             | Ciudad Pequeña                                   | Chuquisaca                                       |
| 51°                                              | La Guardia                                       | 5468                                             | Ciudad Pequeña                                   | Santa Cruz                                       | 109°                                             | Colquechaca                                      | 2234                                             | Ciudad Pequeña                                   | Potosí                                           |
| 52°                                              | Cliza                                            | 5172                                             | Ciudad Pequeña                                   | Cochabamba                                       | 110°                                             | Irpa Irpa                                        | 2207                                             | Ciudad Pequeña                                   | Cochabamba                                       |
| 53°                                              | Monteagudo                                       | 5130                                             | Ciudad Pequeña                                   | Chuquisaca                                       | 111°                                             | Chulumani                                        | 2192                                             | Ciudad Pequeña                                   | La Paz                                           |
| 54°                                              | Rurrenabaque                                     | 4959                                             | Ciudad Pequeña                                   | Beni                                             | 112°                                             | Ucureña                                          | 2180                                             | Ciudad Pequeña                                   | Cochabamba                                       |
| 55°                                              | San Ignacio de Moxos                             | 4832                                             | Ciudad Pequeña                                   | Beni                                             | 113°                                             | Muyupampa                                        | 2052                                             | Ciudad Pequeña                                   | Chuquisaca                                       |
| 56°                                              | La Bélgica                                       | 4615                                             | Ciudad Pequeña                                   | Santa Cruz                                       | 114°                                             | Sorata                                           | 2048                                             | Ciudad Pequeña                                   | La Paz                                           |
| 57°                                              | Tipuani                                          | 4365                                             | Ciudad Pequeña                                   | La Paz                                           | 115°                                             | Chimoré                                          | 2036                                             | Ciudad Pequeña                                   | Cochabamba                                       |
| 58°                                              | Magdalena                                        | 4344                                             | Ciudad Pequeña                                   | Beni                                             | 116°                                             | Sipe Sipe                                        | 2033                                             | Ciudad Pequeña                                   | Cochabamba                                       |